# Evap
EVAP som står för EVAPorative Control System är ett bränsleavdunstningssystem som förhindrar att bränsleångorna släpps ut i atmosfären, genom att ta hand om avdunstning från tanken.
Bränsleångorna leds via en "roll-over-ventil" till en behållare fylld med aktivt kol. Roll-overventilen ska stänga om bilen hamnar "på taket" vid en olycka. Kolfiltret "suger åt sig" bränsleångorna när bilen står stilla. EVAP-ventilen är stängd när motorn är avstängd eller går på tomgång. När varvtalet och belastningen på motorn ökar öppnar ventilen och leder ångorna från kolfiltret till motorns inloppsrör.